# Juventud Peronista
La Juventud Peronista, más conocida como JP, engloba al sector juvenil del Movimiento Nacional Justicialista. Sus primeras formaciones surgieron dentro del Partido Peronista, constituyendo desde 1951 un Movimiento de la Juventud Peronista. A mediados de 1955 el Comando de la Juventud Peronista de la Capital Federal alcanzó algún desarrollo, aunque carecía de autonomía. Una nueva etapa de la Juventud Peronista se tuvo lugar en 1957 cuando fue refundada por Gustavo Rearte junto a otros militantes que se planteaban colaborar con la resistencia de los trabajadores peronistas al golpe cívico-militar llamado "Revolución Libertadora" (alianza de partidos opositores al gobierno nacional peronista: UCR, socialistas, liberales, conservadores, demócratas cristianos) que tomó el poder en 1955, derrocó a los tres poderes constitucionales y todos los poderes provinciales, anuló la Constitución de 1949 y lo proscribió. En la década de 1970 alcanzó una considerable masividad la Juventud Peronista Regionales, una de las secciones no armadas que actuaban en la estructura de Montoneros.

## Historia

### Fundaciones y refundaciones
La Juventud Peronista no fue concebida como una rama del Partido Peronista. Primero surgió en las unidades básicas desde 1947 y hacia fines de 1951 la dirigencia del Partido Peronista proyectó la construcción de un Movimiento de la Juventud Peronista (MJP), siempre dentro de la órbita partidaria. Entre los dirigentes de esta primera JP estuvieron Luis Alberto Priori Gordillo, los hermanos Antonio y Rodolfo Santiago Traversi y Alberto de Morra, varios de los cuales provenían del activismo nacionalista. Hacia mediados de 1955 la Juventud Peronista había alcanzado un desarrollo limitado, sin autonomía política real, aunque con la intervención de John William Cooke se involucró en el conflicto entre el peronismo y el catolicismo.
Después que Perón fuera derrocado en 1955 por el movimiento cívico-militar encabezado por el general Lonardi, este fue desplazado de la conducción y asumió en su lugar el general Aramburu, una de cuyas medidas fue disolver el Partido Peronista y prohibir la realización de propaganda que utilizara el nombre de Perón y los símbolos e imágenes partidarias. Con el Partido Peronista disuelto, el MJP dejó de existir. Dentro de lo que se conoce como "Resistencia Peronista", Gustavo Rearte refundó la Juventud Peronista en 1957e integró su primera mesa ejecutiva. Rearte fue uno de los jóvenes trabajadores peronistas que integraron el Comando Juan José Valle, uno de los Comandos de la Resistencia que realizaban actos de propaganda y sabotaje por la vuelta de Perón y contra el régimen dictatorial, lo que lo llevó a unirse a otros militantes peronistas: Carlos Caride, Jorge Rulli, Mario (Tito) Bevilacqua, Envar El Kadri, Susana Valle y Felipe Vallese. Editaron el órgano "Trinchera de la Juventud Peronista". La nueva Juventud Peronista se declaró la "primera" y "fundacional", olvidando antecedentes previos a 1955.

### Primera acción de resistencia armada urbana
En 1960, Rearte fue el jefe del grupo integrado por El Kadri, Benito Abad Rodríguez, Jorge Rulli y Vallese, entre otros, que realizó la primera acción de resistencia armada urbana firmada bajo la sigla Ejército Peronista de Liberación Nacional (EPLN), que consistió en el ataque a una guardia de la Aeronáutica en Ciudad Evita que les permitió apropiarse de dos subametralladoras PAM, uniformes y municiones.

### La organización inicial de la JP
La JP envió a Rearte a Montevideo a establecer contacto con los exiliados peronistas y allí se reunió con John William Cooke, jefe del Comando Táctico de la Resistencia Peronista. A su regreso se tiroteó con la policía y fue herido y detenido. Pasó por las cárceles de Villa Devoto, Caseros y Lisandro Olmos.
El 23 de agosto de 1962, a las 20:30, otro de los fundadores de la Juventud Peronista, el obrero metalúrgico Felipe Vallese, fue secuestrado en la puerta de su casa, en el barrio porteño de Flores por una comisión de la policía de la provincia de Buenos Aires, Unidad Regional San Martín, comandados por el inspector Juan "El Tano" Fiorillo, quien 20 años después será mencionado en las listas de la Comisión Nacional sobre la Desaparición de Personas (CONADEP) como torturador en el campo de concentración "Omega", durante la dictadura iniciada en 1976, sin que desde entonces se tuviera información sobre su destino. Algunos consideran a Vallese como uno de los primeros desaparecidos de la historia argentina contemporánea, junto con Juan Ingallinella, médico comunista muerto por las torturas de la policía el 18 de junio de 1955, luego de imprimir panfletos contra la masacre de Plaza de Mayo.
En julio de 1963, el gobierno radical de Arturo Illia aprobó una amnistía para todos los presos políticos: Rearte, Rulli, Spina y El Kadri, entre otros, fueron liberados y se abocaron a reorganizar la JP, que había sufrido duros golpes por la represión implementada por el gobierno de Arturo Frondizi en base al Plan CONINTES (marzo de 1960).

### Primer Congreso Nacional de la Juventud Peronista
El 27 de octubre de 1963 fue convocado en Huerta Grande, Córdoba el Primer Congreso Nacional de la Juventud Peronista, que realizó un llamamiento "a todos los jóvenes, sin distinción de clase social, nacionalidad, instrucción o raza, que amen a su patria y estén dispuestos a luchar hasta el fin por su liberación". Concurrieron delegados y representantes de Santa Fe, Córdoba, Corrientes, Chaco, Formosa, Misiones, Salta, Tucumán, La Rioja, Catamarca, Mendoza, Neuquén, Buenos Aires, Capital Federal y San Juan.
El Congreso emitió una declaración que exigía derogar las leyes represivas; una amnistía general para los presos políticos y sociales; el retorno de Perón y la restitución de los restos de Eva Perón (sustraídos y ocultados por la Revolución Libertadora); control del Estado sobre los medios de producción y el comercio exterior; nacionalización del sistema bancario; expropiación de los latifundios sin indemnización; nacionalización de toda la industria extractiva y productiva de materias primas: petróleo, electricidad, siderurgia y frigoríficos; prohibición de importaciones competitivas con la industria nacional; prohibición de exportación de capitales; nulidad de la deuda externa y compromisos internacionales; intervención obrera sobre la producción; denuncia de los tratados internacionales que afecten la soberanía; respeto a la autodeterminación de las naciones y los pueblos; solidaridad con los pueblos que luchan por su liberación.
Pese a que fue votada por unanimidad, surgieron agrupaciones que, si bien coincidían en los lineamientos generales, mantuvieron su independencia orgánica, como el Movimiento de la Juventud Peronista liderado por el Kadri, Caride y la Juventud Revolucionaria Peronista, cuyo principal referente era Rearte. Este último se integró al Movimiento Revolucionario Peronista (MRP) y pasó a formar parte de su conducción.

### La proto Juventud Peronista
Entre 1957 y 1965, las distintas organizaciones de la Juventud Peronista forman parte de la resistencia. Sus líderes y militantes son encarcelados en forma reiterada.
En octubre de 1965, desde el exilio, Perón les envió una carta: "Es fundamental que nuestros jóvenes comprendan que deben tener siempre presente en la lucha y en la preparación de la organización que: es imposible la coexistencia pacífica entre las clases oprimidas y opresoras. Nos hemos planteado la tarea fundamental de triunfar sobre los explotadores, aún si ellos están infiltrados en nuestro movimiento político. La Patria espera de ustedes la postura seria, firme y sin claudicación".

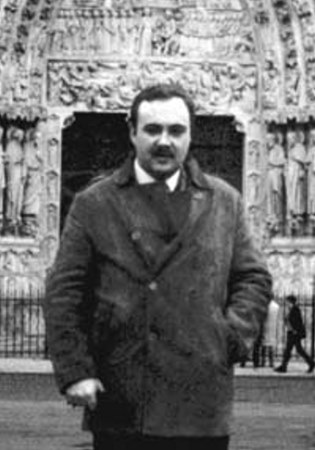
José "Joe" Baxter.

Sumándose a las organizaciones mencionadas, el grupo nacionalista de derecha y antisemita, Tacuara, cuyo jefe era Alberto Ezcurra, sufre una escisión encabezada por José Joe Baxter y José Luis Nell, que iban asumiendo posturas más cercanas al peronismo y a las posiciones afines con la revolución cubana. Fundan el Movimiento Nacionalista Revolucionario Tacuara y su primera acción es el asalto al Policlínico Bancario de Buenos Aires, en agosto de 1963 donde roban el dinero destinado al pago de sueldos del personal, $13.310.366 pero son descubiertos a raíz de un informe de la policía de Francia que llegó vía Interpol. El informe daba cuenta que un turista había entregado en el cabaré del que era cliente 9 billetes de 5.000 pesos identificados por su numeración como perteneciente al botín. Brigitte, una prostituta que lo había acompañado a su hotel permitió la identificación de ese integrante del grupo que había estado recorriendo países europeos y, al ser detenido en Buenos Aires, delató a los demás.
Nell, que se integrará a Montoneros, será herido en la Masacre de Ezeiza el 20 de junio de 1973, sufriendo parálisis permanente de sus miembros inferiores, y se suicidará en septiembre de 1974.
Baxter colaborará en la creación de la organización guerrillera uruguaya Tupamaros, formará parte del Vietcong y participará como oficial del ejército de liberación vietnamita en la Ofensiva del Tet. Luego se integrará al ERP. Tras liderar una fractura, el ERP-Fracción Roja, morirá en un accidente de aviación en el Aeropuerto de París-Orly, Francia, el 11 de julio de 1973.
Las estructuras incipientes de la Juventud Peronista en los comienzos de la década de 1960, inician un proceso de radicalización, influenciadas por la exitosa revolución cubana y dan origen a experiencias guerrilleras. En la primavera de 1959 un grupo de hombres de los Comandos de la Resistencia peronista del noroeste del país encararon la primera experiencia de guerrilla rural de la Argentina. Durante ese año y el siguiente, varios grupos intentaron instalarse y mantenerse en la zona boscosa de Tucumán, en el departamento de Chicligasta, al sur de la provincia bajo el nombre de Ejército de Liberación Nacional-Movimiento Peronista de Liberación, aunque son más conocidos como Uturuncos (Hombres Tigre). Uno de sus jefes fue Alfredo Molisano, el "Comandante Faber", que murió a principios del 2007.
El 13 de octubre de 1967, integrantes del Movimiento de la Juventud Peronista, (dirigidos por El Kadri), fundaron las Fuerzas Armadas Peronistas (FAP), confluyendo con Acción Revolucionaria Peronista, de John William Cooke y el Movimiento Revolucionario Peronista de Rearte. Ellos organizaron la guerrilla de Taco Ralo.
En ese tiempo se formó el Movimiento de Sacerdotes para el Tercer Mundo, apoyado en el pensamiento de hombres como Juan García Elorrio, director de la revista Cristianismo y Revolución, que comenzó a editarse en diciembre de 1967, y que será la base del Comando Camilo Torres, una de las vertientes que confluirán en Montoneros.

### Principales organizaciones juveniles peronistas de las décadas de 1960 y 1970
- ARP (Acción Revolucionaria Peronista)/John William Cooke-Alicia Eguren)
- Brigadas de Juventud Peronista (Ramiro Podetti, Gustavo Made, etc.)
- CdeO (Comando de Organización/Alberto Brito Lima)
- Comando Tecnológico Nacional/Julián Licastro
- Descamisados.
- Encuadramiento (Demetrios/Simón Sumovich)
- FRP (Frente Revolucionario Peronista)
- Grupo Cóndor / Dardo Cabo
- Guardia de Hierro /César Marcos, Héctor Tristán, Alejandro Álvarez.
- JAEN (Juventud Argentina por la Emancipación Nacional/Rodolfo Galimberti, Chacho Álvarez, Carlos Grosso, Ernesto Jauretche)
- Juventud Peronista Regionales (Galimberti-Gullo)
- JRP (Juventud Revolucionaria Peronista/Gustavo Rearte)
- JPRA (Juventud Peronista de la República Argentina/Julio Yessi, surge hacia 1973)
- JTP (Juventud Trabajadora Peronista)
- MBP (Movimiento de Bases Peronistas/Roberto Grabois)
- MNRT (Movimiento Nacionalista Revolucionario Tacuara/Joe Baxter, José Luis Nell)
- Movimiento Nueva Argentina/Américo Rial, Rodolfo Pfaffendorf, Dardo Cabo, Andrés Castillo
- MRP (Movimiento Revolucionario Peronista/Gustavo Rearte)
- MR-17 (Movimiento Revolucionario 17 de Octubre/Gustavo Rearte)
- Unidades Básicas Armadas del Movimiento Peronista[11]
- Estudiantiles
  - ANES (Agrupación Nacional de Estudiantes Secundarios -Luego UES con Claudio Slemenson como uno de sus dirigentes.)
  - CNU Argentina (Concentración Nacional Universitaria/Patricio Fernández Rivero)
  - FEN (Frente Estudiantil Nacional/Roberto Grabois)
  - JUP Córdoba (Juventud Universitaria Peronista-Córdoba (Alejandro "Koki" García / Erico Tejada y otros)1963
  - JUP (Juventud Universitaria Peronista/José Pablo Ventura)
  - Unión Nacional de Estudiantes (UNE)

### Comienzos de la década de 1970
Para principios de los 70´s varios grupos  peronistas comenzaban a radicalizar sus acciones. Grupos como Juventudes Argentinas para la Emancipación Nacional comenzaban a formular acciones político-militares.
El desplazamiento del general Onganía y su reemplazo por el general Roberto Levingston no representó solución a la conflictividad social. Los levantamientos populares se sucedieron: el Mendozazo, el Rosariazo, El Viborazo, obligaron al general Alejandro Lanusse, a ponerse al frente del gobierno dictatorial.
En ese marco de efervescencia, las "formaciones especiales" del peronismo llevaron a cabo impactantes operaciones político-militares:
- La quema de 13 supermercados Minimax en repudio a la visita de Rockefeller (FAR).
- El secuestro y asesinato del general Pedro Aramburu por su participación en el golpe del '55 y el fusilamiento del General Juan José Valle en el '56 (Montoneros).
- El copamiento de la localidad de Garín, Buenos Aires (FAR);[14]
- El copamiento de la localidad de La Calera, Córdoba (Montoneros).[15]

Fusiones y reorganizaciones provocaron entre 1970 y 1972 que organizaciones menores confluyeran en grandes agrupamientos que ya tenían entre sí coincidencias y diferencias marcadas:
Todo el sector juvenil del peronismo de izquierda confluyó en dos estructuras principales:
Juventud Peronista de las Regionales como estructura territorial, Juventud Universitaria Peronista (JUP) en las universidades, con su estructura sindical (Juventud Trabajadora Peronista-JTP), estructura femenina (Agrupación Evita) y una estructura a nivel de la educación secundaria (Unión de Estudiantes Secundarios -U.E.S.), con fuerte presencia en los Centros de Estudiantes de los colegios secundarios más importantes. Luego crearían: Movimiento Villero Peronista y Movimiento de Inquilinos Peronistas, aunque ninguna tuvo relevancia cuantitativa. Todas respondían a las organizaciones FAR y Montoneros, y se denominaban la "Tendencia Revolucionaria del Peronismo".
Con menor desarrollo cuantitativo, y respondiendo a las Fuerzas Armadas Peronistas (FAP) se creó el Peronismo de Base (PB).
Agrupados en una ideología nacionalista en algunos casos, y en otros al fascismo o al nazismo antisemita, los restantes sectores juveniles se subsumieron en las siguientes estructuras:
- Juventud Peronista de la República Argentina (JPRA);
- Concentración Nacional Universitaria (CNU);
- Comando de Organización Peronista (CdeO).

Además de estos sectores, había otras organizaciones, conocidas como sectores ortodoxos, que se mantuvieron en una posición intermedia:
- Mesa del Trasvasamiento Generacional, confluencia del Movimiento de Bases Peronistas, FEN, Guardia de Hierro, así como otras organizaciones del interior de la Argentina. De esta confluencia surgen las Brigadas de Juventud Peronista (organizada en regiones, de forma similar a la JP de la Tendencia revolucionaria), el FEN-OUP (ámbito universitario), la Juventud Secundaria Peronista, y el Frente Principal (que nucleaba a los sectores peronistas que no formaban parte de los extractos juveniles), esta estructura que llegó a ser después de la Tendencia, la más numerosa en cantidad de cuadros, militantes e integrantes.
- Encuadramiento de la Juventud Peronista, que mantuvo su identidad e hizo una política de alianzas con distintos sectores.

En cuanto a la Juventud Sindical Peronista, fue la estructura que los gremios de las 62 Organizaciones crearon como respuesta a la JTP, a la que evaluaban "infiltrada" por el marxismo de las organizaciones armadas.

### Algunas estructuras de la JP en los 70

#### Movimiento de Inquilinos Peronistas
Movimiento de Inquilinos Peronistas (MIP). Osvaldo Víctor Mantello casado con María Susana Reyes, se conocieron en una Unidad Básica de la JP de Buenos Aires que impulsaba actividades de alfabetización en los inquilinatos y organizaron a sus moradores a través del Movimiento de Inquilinos Peronistas (MIP). El 16 de junio de 1977 fue secuestrado y llevado al centro clandestino de detención El Vesubio, donde fue torturado y asesinado.
El montonero Eduardo Astiz, intervino entre 1972 y 1975 en numerosos conflictos y movilizaciones, participó en la formación del Movimiento Villero Peronista  y del Frente de Lisiados Peronistas (FLP). Esta práctica determinó que Montoneros lo designara responsable político del Movimiento de Inquilinos Peronistas (agrupación prohibida el 24 de marzo de 1976).

#### Agrupación de Artesanos Peronistas
La AAP fue fundada en 1973 por Pedro Varas y otros artesanos; estaba adherida a la Juventud Trabajadora Peronista (JTP). Varas fue uno de los primeros artesanos de la Feria de Plaza Francia y cuando fue disgregada pasó a Montoneros, donde murió en un enfrentamiento. Osvaldo Carrozzo fue un concejal municipal en el período democrático iniciado el 25 de mayo de 1973 ayudó desde su banca a que la AAP fuera reconocida. El 9 de junio de 1973 en un aniversario de los fusilamientos ordenados por Isaac Rojas y Aramburu, cambiaron el nombre de Plaza Francia, en el Barrio Norte de Buenos Aires,  por el de “Plaza Felipe Vallese”, por unas horas.

### La campaña electoral de 1973
Pese a estas diferencias ideológicas, todas las estructuras juveniles del peronismo reconocían a la dictadura como el enemigo, por lo que trabajaron en conjunto durante 1971 y 1972 para forzar una salida electoral. Lanusse, luego de que su acuerdo político Gran Acuerdo Nacional fuera rechazado por la mayoría de las fuerzas políticas, se vio obligado a convocar a elecciones, en las que Perón no pudo participar por no haber aceptado la imposición de regresar al país antes de determinada fecha. Para las elecciones se dispuso la imposición del "balotaje" o "segunda vuelta", para el caso de que ningún candidato alcanzara el 50 % de los votos.
Perón concertó un acuerdo electoral con distintos partidos al que se denominó Frente Justicialista de Liberación (FREJULI) y dispuso que su delegado personal, Héctor Cámpora, fuera candidato a presidente, y que Vicente Solano Lima, veterano dirigente del Partido Conservador Popular liderado por Alberto Fonrouge, integrante de la coalición, lo fuera a vicepresidente. 
Montoneros y sus «agrupaciones de masas» integrantes de la llamada Tendencia Revolucionaria del peronismo («la Tendencia»), entre ellas la Juventud Peronista Regionales («la JP») liderada por Rodolfo Galimberti que se estaba masificando rápidamente, decidió comprometerse de manera actica con el objetivo de ganar las elecciones convocadas para el 11 de marzo de 1973, encolumnándose detrás de Cámpora (al que denominaron afectuosamente «el tío»), hasta convertirse en la principal fuerza organizadora de la campaña electoral, lanzando un eslogan que de inmediato logró amplia aceptación popular, «Luche y Vuelve», refiriéndose al tan esperado retorno de Perón al país -proscripto indirectamente por la dictadura como candidato-, con la idea de que un gobierno encabezado por Cámpora como presidente, llevara adelante las decisiones estratégicas decididas por Perón, expresada en otro eslogan de amplia aceptación popular, «Cámpora al gobierno y Perón al poder». En todo el país las estructuras de la Tendencia, identificada como «la JP», lideran las convocatorias en actos y manifestaciones, en tanto quedó en manos de sus dirigentes la prensa partidaria.
La efervescencia en el país era muy alta. La consigna de Perón era que el Frente Justicialista de Liberación Nacional (Frejuli) debía ganar por amplio margen para garantizar la gobernabilidad posterior y evitar el fraude, una nueva intentona militar o el desconocimiento del resultado electoral, como había sucedido en 1962 en la provincia de Buenos Aires, con la elección de gobernador, anulada luego del triunfo de Andrés Framini.
Los equipos publicitarios del FREJULI (también juveniles) elaboran un jingle de campaña en ese sentido:

Compañeras, compañeros, la elección ya está resuelta/ganaremos la primera y no habrá segunda vuelta./ Cámpora y Solano Lima, /los hombres, del Frente y de Perón.

En contraste con el compromiso activo con la campaña electoral que adoptó Montoneros, la mayoría de los sectores sindicales del llamado «peronismo ortodoxo» - partidarios de una postura más independiente del Perón que seguía la tradición vandorista- se mostraron reticentes a participar, con excepción del sector minoritario liderado por el secretario general de la CGT José Ignacio Rucci, que había adoptado una postura «verticalista» de reconocimiento incondicional del liderazgo de Perón y su regreso al país. Las diferencias políticas de esos tres sectores del peronismo (Montoneros/Tendencia, el sindicalismo «vandorista» y la línea «verticalista» expresada por Rucci) adquirieron relevancia durante la campaña electoral que llegaron a fuertes enfrentamientos verbales e incluso armados. En particular «la JP» participaba en los actos de campaña con estribillos contra el sindicalismo peronista, denominado peyorativamente como «burocracia sindical»: «Se va a acabar, se va a acabar, la burocracia sindical».
El 13 de febrero de 1973, José Ignacio Rucci participó como orador en un acto realizado frente a un cine en la ciudad bonaerense de Chivilcoy en el marco de la campaña electoral. En un reportaje Rucci contó que entre las 23,30 y 24 horas mientras con otros dirigentes esperaban dentro del cine que finalizara la desconcentración del público, escucharon disparos en la calle y al salir encontraron muerto a su secretario Osvaldo Bianculli. Juan Manuel Abal Medina afirmó años después en un reportaje que los asesinos pertenecían a un grupo de la Juventud Peronista que había estado cantando consignas.
El 11 de marzo de 1973 el FREJULI ganó las elecciones con el 49,59 % de los votos, por sobre la fórmula radical encabezada por Ricardo Balbín (21,3%) y Balbín reconoció el triunfo y la inutilidad de una segunda vuelta. Los cuadros de todos los sectores de la Juventud Peronista son designados para ocupar algunos Ministerios, Secretarías de Estado, y resultan electos en puestos legislativos nacionales, provinciales y municipales. 
La Tendencia Revolucionaria del peronismo, interpretaba que la referencia a "juventud maravillosa" al decir de Perón, parecía dirigida en exclusiva a esta organización y que estaba a punto de convertirse en la legítima heredera del Movimiento, cuestión construida en el voluntarismo político.

### Las luchas internas
El 22 de abril de 1973, Rodolfo "el Loco" Galimberti, secretario de la JP, anunció que el peronismo instauraría las "milicias populares". Esa declaración provocó la desmentida de Perón, que el 25 de abril exigió que Juan Manuel Abal Medina y Galimberti viajaran de urgencia a Madrid para "conversar"; ordenó su "despromoción" como secretario juvenil, y dejó de recibirlo. Montoneros acató en ese momento la decisión del líder, desautorizó a Galimberti y manifestó que este había hecho declaraciones que la organización no compartía.
El 20 de junio de 1973 Perón regresó a la Argentina y si bien su liderazgo subsistía había un contexto diferente a las de sus presidencias de 1946 a 1955 o a las de su exilio desde esta fecha hasta 1973. El el enfrentamiento ocurrido ese día entre las columnas armadas de Montoneros, FAR y JP que pretendían ubicarse junto al palco donde hablaría Perón, y los integrantes de la derecha peronista que estaban a cargo de la seguridad encabezados por el coronel Jorge Osinde (algunos de cuyos miembros integrarían la Alianza Anticomunista Argentina - Triple A) que los ametrallaron, con la muerte de 13 personas de ambos bandos, fue el preludio de los hechos posteriores de violencia. Perón, conocedor de los elementos entristas en el peronismo, responsabilizó a las organizaciones juveniles de la "Tendencia" armada, cuyas facciones izquierdistas más extremas planeaban disputarle la conducción del movimiento, iniciando el proceso de distanciamiento del Movimiento Peronista y de su gobierno.
La JP y el peronismo de izquierda, comprobaron que, contra lo que habían supuesto, Perón defendía a los líderes sindicales históricos y a la ortodoxia peronista y castigaba a los "grupos marxistas terroristas y subversivos" que decía "infiltrados" en el movimiento, pero tanto Montoneros como sus estructuras de "superficie" mantenían en apariencia relativa lealtad y disciplina:

"Quien conduce es Perón, o se acepta esa conducción o se está afuera del Movimiento... Porque esto es un proceso revolucionario, es una guerra, y aunque uno piense distinto, cuando el general da una orden para el conjunto [del Movimiento], hay que obedecer"

Pese a esta definición de la organización Montoneros a través de su periódico oficial, podían detectarse serias diferencias entre la organización y la imagen que Perón tenía acerca de cómo debía encauzarse el proceso político que se avecinaba. 

#### El "engorde"
Así fue denominado el proceso de incorporación masiva de cuadros a las filas de la JP luego de las elecciones de marzo del '73. Ese año y 1974 fueron los de mayor crecimiento de la Juventud Peronista en todas sus expresiones, no fue patrimonio exclusivo de la Tendencia, aunque si los que mayor cantidad de jóvenes reunían. En todas las localidades existían Unidades Básicas y/o agrupaciones de la Tendencia. La Juventud Universitaria Peronista conducía la totalidad de los Centros de Estudiantes de las universidades estatales; la Unión de Estudiantes Secundarios, aunque con un desarrollo menor, creaba o ganaba en elecciones los centros estudiantiles de los colegios secundarios del país; en el frente fabril, aunque lejos de ser mayoritaria, la Juventud Trabajadora Peronista obtenía la conducción en varios sindicatos menores, y mantenía agrupaciones importantes en el cordón industrial de San Nicolás, Avellaneda, Quilmes, la Plata, Berisso, Ensenada y San Martín entre otras, en gremios de primera línea como la Unión Obrera Metalúrgica, el SMATA (mecánicos), Asociación Obrera Textil, Sindicato de la Sanidad, Asociación de Trabajadores del Estado, Asociación Bancaria, Sindicato de Empleados de Comercio, etc.
El 31 de agosto de 1973 se realizó el único acto de la campaña a la tercera presidencia de Perón, durante el cual un "desfile" de todo el activismo disponible, unas 400.000 personas tardaron más de tres horas en pasar delante del balcón de la central obrera (CGT). La Tendencia, que marchó casi al final, demoró una hora y cuarenta minutos en desfilar, de manera que aportó por lo menos la mitad del total de los militantes, el último sector Juvenil en desfilar fue la Organización Única del Trasvasamiento (OUTG), más conocida por Guardia de Hierro, que demoró más de 50 minutos, que motivó a Perón volver a los balcones de la CGT a saludarlos, como quedara plasmado en las imágenes de Canal 7.
Montoneros siempre trató sin éxito insertarse a través de sus estructuras de superficie en las organizaciones sindicales que estaban dirigidas por integrantes del movimiento nacional justicialista con años de trayectoria sindical en el movimiento obrero peronista.
A fines de enero de 1974 Perón convocó a una reunión en la residencia de Olivos a los diputados de la JP que se habían declarado en desacuerdo con una reforma del Código Penal. Los concurrentes -Armando Croatto, Díaz Ortiz, Giménez, Glellel, Iturrieta, Carlos Kunkel, Ramírez, Romero, Svesk, Vidaña y Vittar- esperaban hablar en privado, pero el presidente los recibió con las cámaras de TV, oyó unos minutos sus argumentos y, en un largo discurso, les indicó: "el que no esté de acuerdo con nuestros intereses se saca la camiseta peronista y se va. Nosotros por perder un voto no vamos a ponernos tristes. Pero aquí debe haber una disciplina". Ocho de los diputados de la JP renunciaron a sus bancas y fueron expulsados del Partido Justicialista.

#### Acto del Primero de Mayo
El punto de máxima tensión en el proceso de marginación y expulsión de la Tendencia del movimiento peronista se produjo el 1° de mayo de 1974, en ocasión de los festejos por el Día de los Trabajadores. 
Las estructuras juveniles de la Tendencia se habían planteado acudir a la Plaza de Mayo a debatir con Perón sobre el rumbo que tomaba el gobierno, y obtener la separación de sus cargos de los funcionarios más ligados a la derecha peronista. A tal fin, desoyeron la consigna de que las únicas banderas autorizadas en el acto eran las de las organizaciones sindicales y después de pasar las barreras policiales, los integrantes de la Tendencia desplegaron sus banderas que llevaban ocultas y además entonaron cánticos y consignas:
Durante las actividades artísticas tradicionales de este acto
"No queremos carnaval, asamblea popular".
Y al aparecer Perón en el balcón con Isabel Perón y López Rega:
"No rompan más las bolas, Evita hubo una sola"
"¿Qué pasa, qué pasa, qué pasa general? Que está lleno de gorilas el gobierno popular"
Desde el balcón de la Casa de Gobierno, Perón llamó "estúpidos" e "imberbes" a quienes cantaban esas consignas; de inmediato las columnas que respondían a la JP se retiraron de la Plaza de Mayo.
Ese mes, Perón decidió dejar de lado su proyecto de incorporar a la Juventud como "Cuarta Rama" del Movimiento Peronista en el Consejo Superior. 

#### La primera fractura: Montoneros "Lealtad"
La organización discutía la caracterización de Perón y de la etapa. Un sector disidente planteaba la lealtad a Perón como un punto estratégico y no negociable de la organización, y no como un momento táctico que conduciría en un futuro próximo a Montoneros a la conducción efectiva del Movimiento Peronista. Ex fundadores históricos como José Amorim, o Eduardo Moreno, del grupo proto montonero de José Sabino Navarro; exdirigentes de JAEN, luego integrados a las FAR; cuadros intermedios de la organización y dirigentes de la Juventud Peronista, se separaron de la "Tendencia" y crearon "JP Lealtad". Fue la primera y más importante escisión en Montoneros. 
Otros dirigentes, que tampoco aprobaban la línea adoptada por la organización, abandonaronn la estructura y se reintegraron al movimiento peronista.

#### La clandestinidad
En septiembre de 1974, la conducción de Montoneros decidió el pase a la clandestinidad, lo que dejó en riesgo a los integrantes de sus estructuras de superficie y a la deriva política a miles de militantes que todavía se identificaban con los postulados de la Organización; por otra parte, varios dirigentes de segunda línea disconformes con la decisión se alejaron de la influencia de la organización madre. 

#### Recrudece la violencia
Con la muerte de Perón el 1 de julio de 1974, lo reemplazó en la presidencia su esposa y vicepresidente María Estela Martínez de Perón, cuya opinión y voluntad estaban influidas por el ministro de Bienestar Social José López Rega, organizador y jefe de la Triple A, y se agravó aún más la violencia entre los dos sectores peronistas. Se suceden bombas en las Unidades Básicas de la JP, ya no de la Tendencia sino de Montoneros, secuestros y asesinatos de sus militantes ejecutados por la triple A y actos de violencia de Montoneros. 
El último intento de Montoneros para actuar en política fue la creación del Partido Auténtico, al que se integran algunos grupos de la JP, que sólo participa en las elecciones de 1975 en la provincia de Misiones con el magro resultado del 4% de los votos. 
El 8 de septiembre de 1975, Montoneros es declarada ilegal por el gobierno, lo que implicó la ilegalización de todas las estructuras que respondían a la Tendencia, incluido el Partido Auténtico.

### El golpe militar
El 24 de marzo de 1976 se produjo el golpe militar que instaurará el terrorismo de Estado en Argentina. Miles de personas, entre las cuales había activistas de la Juventud Peronista, fueron secuestrados, torturados y asesinados, o integrarán la extensa lista de detenidos-desaparecidos. El terror por la represión ilegal induce al exilio a miles de personas. La Juventud Peronista y todas las demás organizaciones de base de la izquierda peronista son desarticuladas y aniquiladas, aunque la mayoría de sus integrantes no hubieran tomado parte en actividades de guerrilla.

### El resurgimiento

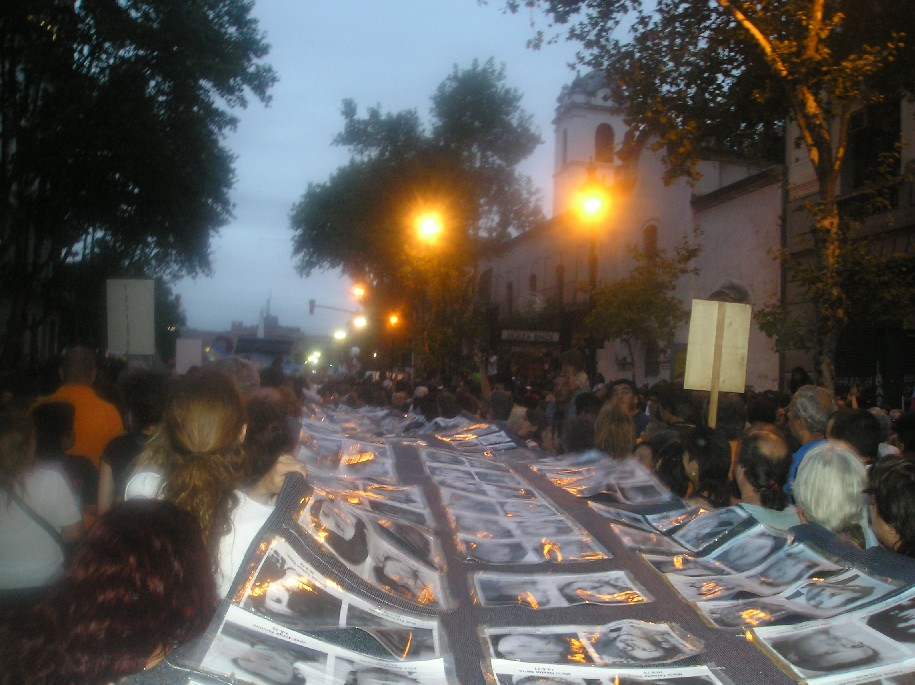
Miles de activistas y militantes desaparecidos son homenajeados.

En 1981, el desgaste de la dictadura se acentuaba. Empezaba a visualizarse un incremento de la resistencia de las organizaciones sindicales y el surgimiento de nuevos referentes de la lucha popular, mientras los partidos políticos comienzan a insistir ante las autoridades dictatoriales sobre la necesidad del retorno a la democracia. 
En ese marco, el dirigente Vicente Leónidas Saadi, hace un acuerdo con las estructuras sobrevivientes de la Tendencia, y se crea Intransigencia y Movilización Peronista, que contaba con la participación de dirigentes tradicionales como Andrés Framini y Susana Valle. 
En 1982 Saadi abre el diario La Voz, con el aporte financiero de Montoneros. Se suman a su personal exdirigentes de la Juventud Peronista y la organización participa del control editorial a través de uno de sus miembros -Daniel Zverco- hombre de confianza de Mario Firmenich. 
Alrededor de Intransigencia y Movilización, comienzan a reagruparse sobrevivientes de la vieja JP, dando origen a un nuevo sector denominado "Peronismo Revolucionario" (PR), que no obstante nunca llega a ser relevante.

### La democracia

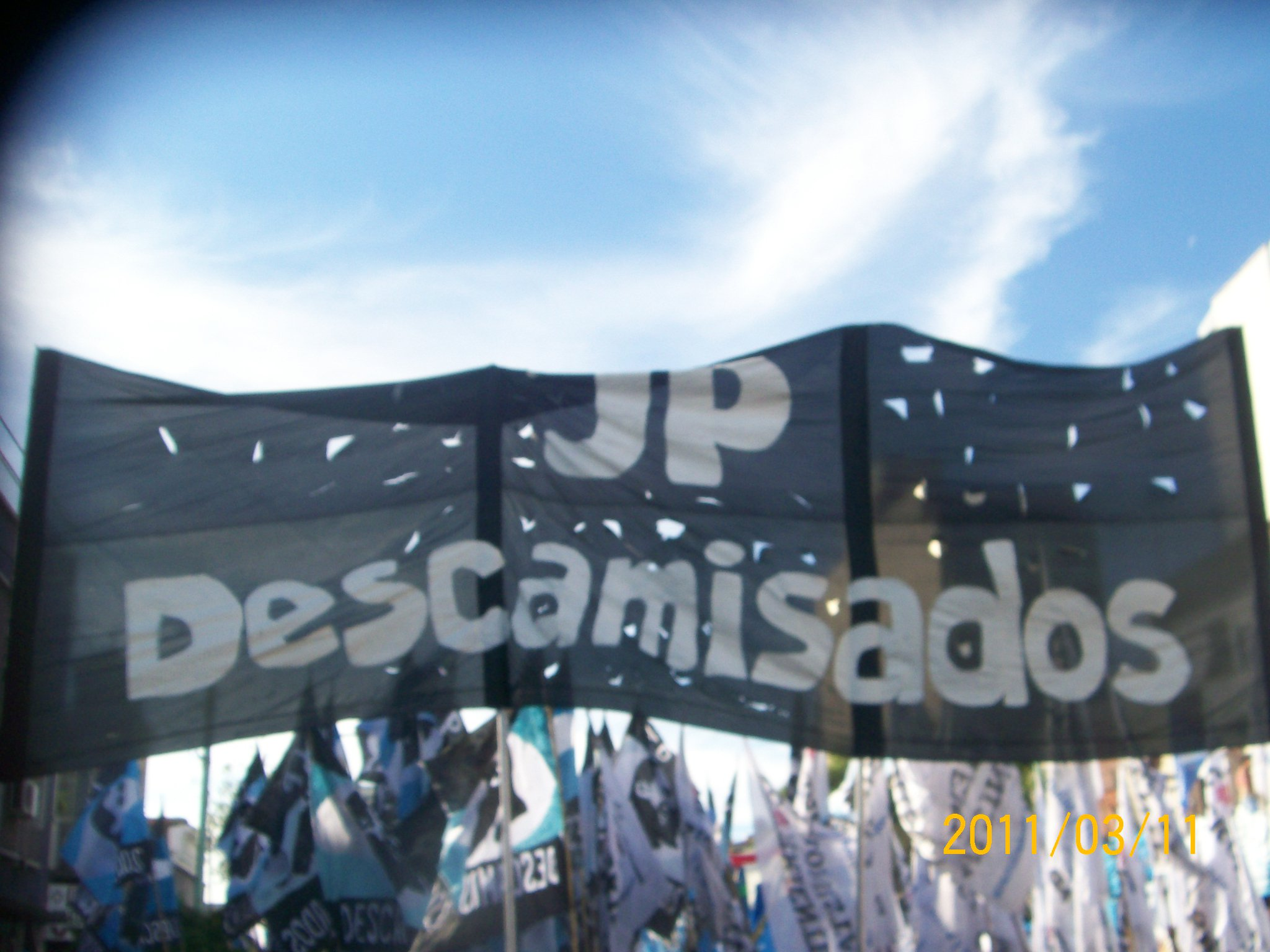
Juventud Peronista Descamisados

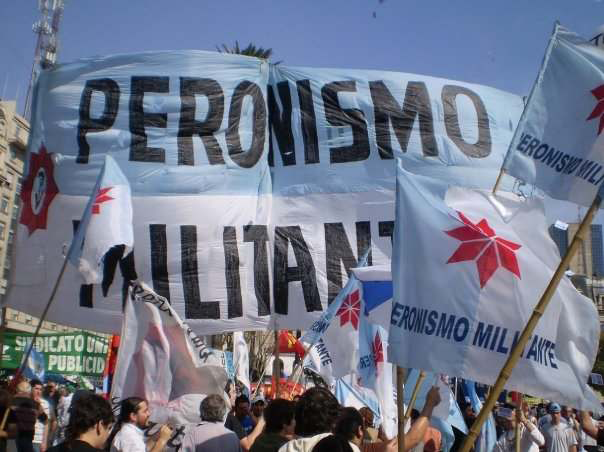
JP Peronismo Militante.

Luego de 1983, después de las elecciones en las que triunfa la Unión Cívica Radical y es electo presidente Raúl Alfonsín, el Partido Justicialista encara una renovación de su dirigencia, desplazando la conducción y reemplazándola por dirigentes de la llamada "Renovación" En el plano de la JP de capital se llevaron adelante las primeras elecciones internas en noviembre de 1988 en las que participaron todos los grupos de la época, el sector del peronismo revolucionario con Unamuno de referente,el de la JP unificada tanto el sector de Dante Gullo como el de Patricia Bullrich, y un número grande de otras agrupaciones que se definian como pertenecientes al peronismo renovador.Estas elecciones le dieron la victoria al sector renovador y la jp fue encabezada por Fernando Melillo.Se intentó sin éxito conformar una jp nacional aunque si la JP se organizó en muchas otras provincias autonomamente, a medida que también se organizaba el partido justicialista. Esta situación se mantuvo hasta que en 1989 de dio la disputa interna entre Cafieto y Menem arrastrando cada uno a un sector de JP tras de sí. Triunfante Menem fue Claudia Bello la dirigente de juventud peronista que surgió como referente en ese periodo. nombre= Juan» por Carlos Grosso, Carlos Menem, José Manuel de la Sota, José Luis Manzano y Antonio Cafiero, quienes proclamaban la necesidad de la modernización del partido para adaptarlo a la nueva vida democrática del país.
Durante la década de 1990, y hasta superada la crisis de 2001, en reiteradas ocasiones se intentó recomponer la Juventud Peronista, sin lograrlo.

### Kirchnerismo
La normalización del Partido Justicialista se realizó en 2003 con la designación como su presidente de Néstor Kirchner, quien mientras estudiaba derecho había militado en la Federación Universitaria de la Revolución Nacional (FURN), antes de radicarse a ejercer esa profesión en Santa Cruz. 
Como parte del proceso de normalización del Partido Justicialista, distintas expresiones de la JP van reestructurándose. Algunas agrupaciones van confluyendo en la Juventud Peronista de la Provincia de Buenos Aires, La Cámpora, la JP Evita (del Movimiento Evita, integrante del Partido Justicialista y del Frente para la Victoria), la JP Peronismo Militante y otras por fuera del Partido Justicialista como La Efervescente, la JP Descamisados (Rama Juvenil de La Corriente Peronista Descamisados, también en el Frente para la Victoria)